# Austrolycopodium
Genre
Le genre Austrolycopodium est un petit groupe de plantes vasculaire, appelé communément Lycopodes, appartenant à la sous-famille des Lycopodioidées de l’ordre des Lycopodiales.

## Taxonomie

### Historique
Le genre Austrolycopodium trouve son origine dans la révision taxonomique de 2016 (PPG I) des Lycopodiacées, une famille de plantes vasculaires primitives qui remonte à environ 390 millions d’années. Au départ, toutes les espèces étaient classées sous un seul genre, Lycopodium, selon des travaux anciens comme ceux de Tryon & Tryon (1982). Toutefois, les recherches de Rothmaler (1944) et Holub (1964, 1983) ont conduit à une subdivision plus fine, prenant en compte la diversité morphologique et écologique des espèces.
Le tournant majeur intervient avec B.Øllgaard en 1987, qui propose une classification sensu lato des Lycopodiacées en tenant compte de critères anatomo-morphologiques et de la distribution géographique. Il reconnaît des sous-familles et plusieurs genres distincts, dont Austrolycopodium. Cette proposition est consolidée par Wagner & Beitel (1992), qui présentent une classification basée sur l’anatomie, la sporulation et les gamétophytes, tout en recevant un soutien des études moléculaires de Wikström & Kenrick (2000).
Dans les décennies suivantes, plusieurs études floristiques et taxonomiques continuent d’affiner la compréhension des Austrolycopodium, comme les travaux de Ramos & Sylvestre (2010) sur les espèces de la chaîne de l’Itatiaia au Brésil, ainsi que des recherches palynologiques et anatomiques (Pita et al. 2006) sur leurs spores et tissus vasculaires.

### Description
Les plantes du genre Austrolycopodium sont caractérisées par des tiges principales rampantes, pouvant être souterraines ou épigées. Les tiges aériennes, dressées ou légèrement ascendantes, portent des feuilles isophylles disposées en hélice ou en pseudo-verticilles,.
Les trophophylles, c'est-à-dire les feuilles stériles, sont vertes, de consistance allant d’herbacée à coriace, et dépourvues d’apex filiforme. Cette absence d’apex différencie nettement Austrolycopodium des genres proches, tels que Diphasiastrum ou Lycopodium, où ces structures peuvent être présentes,.
Les strobiles, terminaux, peuvent être sessiles ou portés par un pédoncule. Ils sont composés de sporophylles peltés, c’est-à-dire dotés d’un pédicelle étroit, mais sans ailes membraneuses. Les sporophylles ne présentent pas de cavités à mucilage, un caractère distinctif au sein de la famille,.
Les sporanges, localisés à la base des sporophylles, sont isovalvés (s’ouvrant par deux valves égales). Les spores sont petites et présentent une surface lisse sur leurs faces proximales, une caractéristique morphologique unique qui contribue à l’identification du genre,.
Le nombre chromosomique des espèces du genre Austrolycopodium est de N = 30-32, selon Øllgaard. Cette variation pourrait refléter des adaptations génétiques et évolutives spécifiques aux environnements dans lesquels ces espèces se développent, notamment les régions tempérées de l'hémisphère sud,.

### Répartition et habitat
Sur le plan écologique, les espèces d’Austrolycopodium se rencontrent principalement dans les régions tempérées et subtropicale de l’hémisphère sud, notamment dans des habitats frais et humides, tels que les prairies d’altitude et les forêts tempérées. On les rencontre en Australie, Tasmanie, Nouvelle-Zélande, Afrique, Amérique du Sud, avec des populations dans les îles Juan Fernández au large du Chili, la cordillère des Andes depuis le Venezuela jusqu'à la Terre de Feu, certaines régions du sud-est du Brésil, et en Amérique centrale, avec une présence signalée au Costa Rica et dans les Caraïbes. Elles montrent une grande capacité d’adaptation aux sols pauvres et aux conditions climatiques rigoureuses, ce qui leur confère une répartition disjointe mais stable dans leurs niches écologiques,.

## Espèces
Le genre comprends actuellement 7 espèces :
- Austrolycopodium magellanicum (type) (P.Beauv.) Holub, 1991
- Austrolycopodium aberdaricum (Chiov.) Holub, 1991
- Austrolycopodium alboffii (Rolleri) Holub, 1991
- Austrolycopodium confertum (Willd.) Holub, 1991
- Austrolycopodium erectum (Phil.) Holub, 1991
- Austrolycopodium fastigiatum (R.Br.) Holub, 1991
- Austrolycopodium paniculatum (Desv. ex Poir.) Holub, 1991